# 広化寺 (莆田市)
広化寺（こうかじ）は、中華人民共和国福建省莆田市城廂区鳳凰山にある仏教寺院。

## 歴史
広化寺は、南朝陳の永定2年（558年）の創建で、当時は金仙庵と称した。
隋の開皇9年（589年）、大改修後に「金仙寺」に改名した。
唐の景雲2年（711年）、睿宗により「霊岩寺」の名を賜った。扁額に能書家の柳公権が書いた作品がある。
北宋の太平興国の初め、広化寺に正式に改名した。
文化大革命の初め、仏像・法器は徹底的な破壊に遭い、法師は迫害に遭って、僧侶はしかたなく還俗した。1983年、中華人民共和国国務院は仏寺を漢族地区仏教全国重点寺院に認定した。

## 伽藍
山門、天王殿、鐘楼、鼓楼、大雄宝殿、弥勒殿、放生池、釈迦文仏塔、石経幢

## 主な住僧
- 釈圓拙（1979年 - 1986年）
- 釈毅然（1986年 - 1990年）
- 釈学誠（1990年 - 2018年8月）

## ギャラリー
- 天王殿
- 放生池
- 弥勒殿

- 石経幢
- 石経幢
- 釈迦文仏塔